# Willian
Willian (* 9. August 1988 in Ribeirão Preto; voller Name Willian Borges da Silva) ist ein brasilianischer Fußballspieler, der beim FC Fulham unter Vertrag steht.

## Karriere

### Verein
Willian begann seine Profikarriere 2006 beim brasilianischen Club Corinthians São Paulo, in dessen Jugendmannschaften er bis 2005 spielte. Schnell wurde er zum Star des Teams und trug die Nummer 10, die zuvor Márcio Amoroso getragen hatte. Im August 2007 wurde er für 14 Millionen Euro von Schachtar Donezk verpflichtet. In seiner ersten Saison gewann er mit diesem Verein das Double: In der Premjer-Liha setzte man sich am Ende knapp mit drei Punkten Vorsprung vor Rekordmeister Dynamo Kiew durch und im Pokalfinale schlug man ebendieses Team mit 2:0. In der Saison 2008/09 gewann Donezk mit 2:1 n. V. gegen Werder Bremen das Finale des UEFA-Pokals. Er gewann mit Donezk 2010, 2011 und 2012 erneut die ukrainische Meisterschaft sowie 2011 und 2012 den ukrainischen Fußballpokal.
Am 31. Januar 2013 wechselte Willian für 35 Millionen Euro zu Anschi Machatschkala. Der russische Verein wurde seinerzeit vom Milliardär Suleiman Kerimow finanziert. Dort kündigte man Anfang August 2013 an, den Spieleretat deutlich zu senken. Zusammen mit seinem Teamkollegen Samuel Eto’o wechselte Willian deshalb kurz vor Ende des Transferfensters in die Premier League zum FC Chelsea. An der Stamford Bridge unterschrieb der Brasilianer einen Fünfjahresvertrag bis zum 30. Juni 2018. Unter Trainer José Mourinho spielte er sich in die Stammelf und wurde variabel auf dem Flügel und im offensiven Mittelfeld eingesetzt. Im zweiten Jahr bei Chelsea gelang Willian mit seiner Mannschaft 2015 der Gewinn des Ligapokals und der Meisterschaft. In der Folgesaison konnte sein Club den Erfolg jedoch nicht wiederholen und erreichte lediglich den zehnten Tabellenplatz. Dies war zu diesem Zeitpunkt der Rekord für das schlechteste Abschneiden eines amtierenden Meisters in der Premier League. Willian gehörte dabei auch ab Dezember 2015 unter dem Interimstrainer Guus Hiddink weiterhin zur Startelf und wurde trotz der schwachen Saison Spieler des Jahres bei Chelsea. In der Saison 2016/17 gelangte der Verein bei fehlender internationaler Spielbelastung und unter dem neuen Trainer Antonio Conte zu alter Stärke und gewann die Meisterschaft. Willian wurde seit dieser Spielzeit von Victor Moses auf der rechten Außenbahn verdrängt und kam häufiger als offensiv variabler Wechselspieler zum Einsatz. Anfang August 2020 verließ Willian den Klub.
Zur Saison 2020/21 wechselte Willian ablösefrei zum FC Arsenal.
Nach Ende der Saison verließ Willian Arsenal wieder. Er ging zurück in seine Heimat, wo er sich wieder seinem Jugendklub Corinthians anschloss. Der Kontrakt erhielt eine Laufzeit bis Dezember 2023. Am 10. August 2022 wurde der Vertrag im gegenseitigen Vernehmen aufgelöst, ohne finanzielle Nachteile für eine der Parteien. Als Begründung wurden familiäre Probleme genannt. Zu dem Zeitpunkt hatte er insgesamt 36 Pflichtspiele (ein Tor) für den Klub bestritten.
Am 1. September 2022 gab der FC Fulham die Verpflichtung von Willian bekannt. Nachdem sein Vertrag im Sommer 2023 nach Saisonende zunächst ausgelaufen war, unterschrieb er nach zweieinhalb Wochen Vereinslosigkeit einen neuen Vertrag bei Fulham bis 2024. Nach Ablauf des Vertrages verließ er den Verein.
Nachdem er im Sommer 2024 zu Olympiakos Piräus gewechselt war, kehrte er ein halbes Jahr später nach Fulham zurück.

### Nationalmannschaft
Willian war Teil der brasilianischen U-20-Nationalmannschaft, die 2007 die U-20-Südamerika-Meisterschaft gewann und an der Junioren-Fußballweltmeisterschaft in Kanada teilnahm.
2011 wurde er für zwei Freundschaftsspiele der brasilianischen Nationalmannschaft unter Mano Menezes nominiert. Bei der WM 2014 in Brasilien stand Willian im Kader der Seleção und wurde mit ihr Vierter. Bei der historischen 1:7-Niederlage im Halbfinale gegen Deutschland wurde er in der 69. Minute für Fred eingewechselt. Für die Copa América 2019 wurde Willian als Ersatzspieler für den verletzten Neymar nachnominiert. Mit der Mannschaft konnte er den Titel gewinnen. Dabei wurde er in vier Spielen eingewechselt (ein Tor).

## Erfolge
Verein
- Ukrainischer Meister: 2008, 2010, 2011, 2012
- Ukrainischer Pokalsieger: 2008, 2011, 2012
- Ukrainischer Superpokalsieger: 2008, 2010, 2012
- UEFA-Pokalsieger: 2009
- Europa-League-Sieger: 2019
- Englischer Ligapokal: 2015
- Englischer Meister: 2015, 2017
- Englischer Pokal: 2018

Nationalmannschaft
- U-20-Fußball-Südamerikameisterschaft: 2007
- Weltmeisterschafts-Vierter: 2014
- Copa América: 2019